# Centrobasket 2012
El XXIII Centrobasket 2012, también conocido como el Campeonato de baloncesto de Centroamérica y el Caribe, fue el 23º campeonato regional de la FIBA Américas para Centroamérica y la subzona del Caribe. Las 4 mejores selecciones clasificaron para el Campeonato FIBA Américas de 2013. El campeonato se llevó a cabo en Hato Rey, Puerto Rico del 18 al 24 de junio de 2012.
El campeón fue la República Dominicana al derrotar en la final a Puerto Rico por 80-72. La medalla de bronce, la ganó Jamaica al derrotar a Panamá por 78-54.

## Equipos
- Bahamas
- Costa Rica
- Cuba
- República Dominicana
- Islas Vírgenes Estadounidenses
- Jamaica
- México
- Nicaragua
- Panamá
- Puerto Rico (anfitrión)

## Sistema de competición
Las diez selecciones participantes estuvieron divididas en dos grupos (A y B), luego se disputó una semifinal ubicando a las selecciones en llaves de acuerdo a su posición en la tabla de grupos y de allí se definierón los puestos para cada equipo y una final con los dos mejores de las respectivas llaves.

## Fase de grupos

### Grupo A
|   | Equipo      | Pts | J | G | P | PF  | PC  | Dif  |
| - | ----------- | --- | - | - | - | --- | --- | ---- |
| 1 | Puerto Rico | 8   | 4 | 4 | 0 | 382 | 259 | 123  |
| 2 | Panamá      | 7   | 4 | 3 | 1 | 325 | 288 | 37   |
| 3 | Bahamas     | 6   | 4 | 2 | 2 | 337 | 296 | 41   |
| 4 | Cuba        | 5   | 4 | 1 | 3 | 275 | 316 | -41  |
| 5 | Nicaragua   | 4   | 4 | 0 | 4 | 236 | 396 | -160 |

| 18 de junio, 15:30                    | Cuba                                  | 68-80                                 | Bahamas  |  |
| Reporte                               |                                       |                                       |          |  |
| Parciales: 16-19, 16-20, 22-18, 14-23 | Parciales: 16-19, 16-20, 22-18, 14-23 | Parciales: 16-19, 16-20, 22-18, 14-23 | Hato Rey |  |
| Lisvan Valdez 19                      | Pts                                   | 16 Marvin Gray                        | Hato Rey |  |
| Yoan Luis 9                           | Rebs                                  | 8 Jaraun Burrows                      | Hato Rey |  |
| Yoan Luis 5                           | Asists                                | 6 Marvin Gray                         | Hato Rey |  |

| 18 de junio, 20:30                   | Puerto Rico                          | 92-60                                | Panamá   |  |
| Reporte                              |                                      |                                      |          |  |
| Parciales: 17-17, 25-7, 25-21, 25-15 | Parciales: 17-17, 25-7, 25-21, 25-15 | Parciales: 17-17, 25-7, 25-21, 25-15 | Hato Rey |  |
| David Huertas 16                     | Pts                                  | 15 Isaac St. Rose                    | Hato Rey |  |
| Peter Ramos 7                        | Rebs                                 | 6 Joel Tesis                         | Hato Rey |  |
| José Juan Barea 12                   | Asists                               | 4 Joel Muñoz                         | Hato Rey |  |

| 19 de junio, 15:30                   | Nicaragua                            | 47-80                                | Cuba     |  |
| Reporte                              |                                      |                                      |          |  |
| Parciales: 12-18, 8-24, 14-19, 13-19 | Parciales: 12-18, 8-24, 14-19, 13-19 | Parciales: 12-18, 8-24, 14-19, 13-19 | Hato Rey |  |
| Lisvan Valdez 34                     | Pts                                  | 9 Vansdell Thomas                    | Hato Rey |  |
| Roger Muñoz 9                        | Rebs                                 | 13 Yoan Luis                         | Hato Rey |  |
| Noel Makence 9                       | Asists                               | 8 Yaser Rodríguez                    | Hato Rey |  |

| 19 de junio, 20:30                    | Bahamas                               | 71-88                                 | Puerto Rico |  |
| Reporte                               |                                       |                                       |             |  |
| Parciales: 11-20, 16-18, 15-25, 29-25 | Parciales: 11-20, 16-18, 15-25, 29-25 | Parciales: 11-20, 16-18, 15-25, 29-25 | Hato Rey    |  |
| Marvin Gray 14                        | Pts                                   | 21 David Huertas                      | Hato Rey    |  |
| Bennot Davis 10                       | Rebs                                  | 9 Peter John Ramos                    | Hato Rey    |  |
| Tehran Cox 4                          | Asists                                | 6 Andrés Rodríguez                    | Hato Rey    |  |

| 20 de junio, 15:30                    | Panamá                                | 78-70                                 | Bahamas                                               |  |
| Reporte                               |                                       |                                       |                                                       |  |
| Parciales: 23-14, 16-17, 18-20, 21-19 | Parciales: 23-14, 16-17, 18-20, 21-19 | Parciales: 23-14, 16-17, 18-20, 21-19 | Microestadio Raúl Alejo Gronda, Ciudad de Resistencia |  |
| Yosimar Ayarza 23                     | Pts                                   | 18 Kentwan Smith                      | Microestadio Raúl Alejo Gronda, Ciudad de Resistencia |  |
| Yosimar Ayarza 11                     | Rebs                                  | 8 Eugene Bain                         | Microestadio Raúl Alejo Gronda, Ciudad de Resistencia |  |
| Isaac St. Rose 5                      | Asists                                | 6 Mitchell Johnson                    | Microestadio Raúl Alejo Gronda, Ciudad de Resistencia |  |

| 20 de junio, 20:30                    | Puerto Rico                           | 107-67                                | Nicaragua |  |
| Reporte                               |                                       |                                       |           |  |
| Parciales: 23-18, 34-13, 31-13, 19-23 | Parciales: 23-18, 34-13, 31-13, 19-23 | Parciales: 23-18, 34-13, 31-13, 19-23 | Hato Rey  |  |
| David Huertas 23                      | Pts                                   | 15 Vansdell Thomas                    | Hato Rey  |  |
| Daniel Santiago 8                     | Rebs                                  | 6 Roger Muñoz                         | Hato Rey  |  |
| Andrés Rodríguez 9                    | Asists                                | 3 Noel Makence                        | Hato Rey  |  |

| 21 de junio, 13:00                    | Nicaragua                             | 60-93                                 | Panamá   |  |
| Reporte                               |                                       |                                       |          |  |
| Parciales: 20-21, 13-31, 14-25, 13-16 | Parciales: 20-21, 13-31, 14-25, 13-16 | Parciales: 20-21, 13-31, 14-25, 13-16 | Hato Rey |  |
| Walter Solis 17                       | Pts                                   | 30 Yosimar Ayarza                     | Hato Rey |  |
| Rudy Taylor 6                         | Rebs                                  | 11 Ernesto Oglivie                    | Hato Rey |  |
| Vansdell Thomas 2                     | Asists                                | 7 Joel Muñoz                          | Hato Rey |  |

| 21 de junio, 20:30                   | Cuba                                 | 61-95                                | Puerto Rico |  |
| Reporte                              |                                      |                                      |             |  |
| Parciales: 20-27, 9-16, 12-26, 20-26 | Parciales: 20-27, 9-16, 12-26, 20-26 | Parciales: 20-27, 9-16, 12-26, 20-26 | Hato Rey    |  |
| Orestes Torres 14                    | Pts                                  | 13 Ricardo Sánchez                   | Hato Rey    |  |
| Yoan Haiti 11                        | Rebs                                 | 10 Alexander Franklin                | Hato Rey    |  |
| Yoan Haiti 5                         | Asists                               | 7 Andrés Rodríguez                   | Hato Rey    |  |

| 22 de junio, 13:00                    | Bahamas                               | 116-62                                | Nicaragua |  |
| Reporte                               |                                       |                                       |           |  |
| Parciales: 36-16, 24-18, 28-11, 28-17 | Parciales: 36-16, 24-18, 28-11, 28-17 | Parciales: 36-16, 24-18, 28-11, 28-17 | Hato Rey  |  |
| Mitchell Johnson 43                   | Pts                                   | 15 Rudy Taylor                        | Hato Rey  |  |
| Mitchell Johnson 8                    | Rebs                                  | 11 Roger Muñoz                        | Hato Rey  |  |
| Tehran Cox 4                          | Asists                                | 5 Carlos González                     | Hato Rey  |  |

| 22 de junio, 15:30                    | Panamá                                | 94-66                                 | Cuba     |  |
| Reporte                               |                                       |                                       |          |  |
| Parciales: 20-22, 20-19, 26-15, 28-10 | Parciales: 20-22, 20-19, 26-15, 28-10 | Parciales: 20-22, 20-19, 26-15, 28-10 | Hato Rey |  |
| Josimar Ayarza 23                     | Pts                                   | 19 Yoan Luis Haiti                    | Hato Rey |  |
| Daniel King 15                        | Rebs                                  | 5 Orestes Torres                      | Hato Rey |  |
| Joel Muñoz 4                          | Asists                                | 4 Yasier Rodríguez                    | Hato Rey |  |

### Grupo B
|   | Equipo                         | Pts | J | G | P | PF  | PC  | Dif  |
| - | ------------------------------ | --- | - | - | - | --- | --- | ---- |
| 1 | República Dominicana           | 8   | 4 | 4 | 0 | 312 | 255 | 57   |
| 2 | Jamaica                        | 7   | 4 | 3 | 1 | 311 | 279 | 32   |
| 3 | México                         | 6   | 4 | 2 | 2 | 305 | 290 | 15   |
| 4 | Islas Vírgenes Estadounidenses | 5   | 4 | 1 | 3 | 296 | 297 | -1   |
| 5 | Costa Rica                     | 4   | 4 | 0 | 4 | 238 | 341 | -103 |

| 18 de junio, 13:00                   | Jamaica                              | 91-61                                | Costa Rica |  |
|                                      |                                      |                                      |            |  |
| Parciales: 20-5, 19-16, 22-16, 30-24 | Parciales: 20-5, 19-16, 22-16, 30-24 | Parciales: 20-5, 19-16, 22-16, 30-24 | Hato Rey   |  |
| Weyinmi Rose 18                      | Pts                                  | 17 Clifford Smith                    | Hato Rey   |  |
| Patrick Ewing Jr. 8                  | Rebs                                 | 8 Daniel Simmons                     | Hato Rey   |  |
| Weyinmi Rose 6                       | Asists                               | 2 Cristian Chavarria                 | Hato Rey   |  |

| 18 de junio, 18:00                    | México                                | 75-67                                 | Islas Vírgenes Estadounidenses |  |
|                                       |                                       |                                       |                                |  |
| Parciales: 17-16, 22-10, 14-17, 22-24 | Parciales: 17-16, 22-10, 14-17, 22-24 | Parciales: 17-16, 22-10, 14-17, 22-24 | Hato Rey                       |  |
| Paul Stoll 23                         | Pts                                   | 18 Walter Hodge                       | Hato Rey                       |  |
| Gustavo Ayon 15                       | Rebs                                  | 11 Jason Edwin                        | Hato Rey                       |  |
| Pedro Meza 3                          | Asists                                | 7 Walter Hodge                        | Hato Rey                       |  |

| 19 de junio, 13:00                    | Islas Vírgenes Estadounidenses        | 64-80                                 | Jamaica  |  |
|                                       |                                       |                                       |          |  |
| Parciales: 16-16, 18-15, 13-28, 17-21 | Parciales: 16-16, 18-15, 13-28, 17-21 | Parciales: 16-16, 18-15, 13-28, 17-21 | Hato Rey |  |
| Walter Hodge 20                       | Pts                                   | 23 Akeem Wayne                        | Hato Rey |  |
| Phillip Jones 11                      | Rebs                                  | 13 Jerome Jordan                      | Hato Rey |  |
| Jason Edwin 3                         | Asists                                | 4 Patrick Ewing Jr.                   | Hato Rey |  |

| 19 de junio, 18:00                    | República Dominicana                  | 85-67                                 | México   |  |
|                                       |                                       |                                       |          |  |
| Parciales: 16-23, 26-17, 21-14, 22-13 | Parciales: 16-23, 26-17, 21-14, 22-13 | Parciales: 16-23, 26-17, 21-14, 22-13 | Hato Rey |  |
| Al Horford 24                         | Pts                                   | 17 Victor Mariscal Mata               | Hato Rey |  |
| Jack Michael Martínez 13              | Rebs                                  | 5 Paul Stoll                          | Hato Rey |  |
| Juan Coronado 3                       | Asists                                | 4 Orlando Méndez                      | Hato Rey |  |

| 20 de junio, 13:00                    | Costa Rica                            | 64-92                                 | Islas Vírgenes Estadounidenses |  |
| Reporte                               |                                       |                                       |                                |  |
| Parciales: 12-23, 14-20, 20-23, 18-26 | Parciales: 12-23, 14-20, 20-23, 18-26 | Parciales: 12-23, 14-20, 20-23, 18-26 | Hato Rey                       |  |
| Kay Martinez 16                       | Pts                                   | 25 Walter Hodge                       | Hato Rey                       |  |
| Jefny Anderson 10                     | Rebs                                  | 15 Phillip Jones                      | Hato Rey                       |  |
| Clifford Smith 3                      | Asists                                | 8 Walter Hodge                        | Hato Rey                       |  |

| 20 de junio, 18:00                    | Jamaica                               | 64-80                                 | República Dominicana |  |
| Reporte                               |                                       |                                       |                      |  |
| Parciales: 21-19, 16-18, 11-21, 16-22 | Parciales: 21-19, 16-18, 11-21, 16-22 | Parciales: 21-19, 16-18, 11-21, 16-22 | Hato Rey             |  |
| Weyinmi Rose 15                       | Pts                                   | 23 Al Horford                         | Hato Rey             |  |
| Weyinmi Rose 7                        | Rebs                                  | 11 Jack Michael Martínez              | Hato Rey             |  |
| Akeem Byron 2                         | Asists                                | 4 Juan Coronado                       | Hato Rey             |  |

| 21 de junio, 15:30                   | México                               | 74-76                                | Jamaica  |  |
| Reporte                              |                                      |                                      |          |  |
| Parciales: 18-19, 9-20, 15-15, 32-22 | Parciales: 18-19, 9-20, 15-15, 32-22 | Parciales: 18-19, 9-20, 15-15, 32-22 | Hato Rey |  |
| Gustavo Ayon 20                      | Pts                                  | 23 Samardo Samuel                    | Hato Rey |  |
| Gustavo Ayon 10                      | Rebs                                 | 15 Samardo Samuel                    | Hato Rey |  |
| Paul Stoll 8                         | Asists                               | 5 Akeem Byron                        | Hato Rey |  |

| 21 de junio, 18:00                  | República Dominicana                | 69-51                               | Costa Rica |  |
| Reporte                             |                                     |                                     |            |  |
| Parciales: 24-14, 14-15, 22-14, 9-8 | Parciales: 24-14, 14-15, 22-14, 9-8 | Parciales: 24-14, 14-15, 22-14, 9-8 | Hato Rey   |  |
| Juan Coronado 14                    | Pts                                 | 15 Clifford Smith                   | Hato Rey   |  |
| Elys Guzman 10                      | Rebs                                | 7 Carlos Quesada                    | Hato Rey   |  |
| Juan Coronado 9                     | Asists                              | 7 Cristian Chavarria                | Hato Rey   |  |

| 22 de junio, 18:00                    | Costa Rica                            | 62-89                                 | México   |  |
| Reporte                               |                                       |                                       |          |  |
| Parciales: 11-21, 16-23, 20-26, 15-19 | Parciales: 11-21, 16-23, 20-26, 15-19 | Parciales: 11-21, 16-23, 20-26, 15-19 | Hato Rey |  |
| Carlos Gabriel Quesada 14             | Pts                                   | 15 Héctor Hernández                   | Hato Rey |  |
| Carlos Gabriel Quesada 11             | Rebs                                  | 6 Rodrigo Adrian Zamora               | Hato Rey |  |
| Charles Plumer Castro 4               | Asists                                | 6 Paul Michael Stoll                  | Hato Rey |  |

| 22 de junio, 20:30                    | Islas Vírgenes Estadounidenses        | 73-78                                 | República Dominicana |  |
| Reporte                               |                                       |                                       |                      |  |
| Parciales: 15-22, 19-23, 21-18, 18-15 | Parciales: 15-22, 19-23, 21-18, 18-15 | Parciales: 15-22, 19-23, 21-18, 18-15 | Hato Rey             |  |
| Johnathan Gray 18                     | Pts                                   | 23 Jack Michael Martínez              | Hato Rey             |  |
| Kitwana Rhymer 10                     | Rebs                                  | 11 Jack Michael Martínez              | Hato Rey             |  |
| Jason Edwin 3                         | Asists                                | 5 Al Horford                          | Hato Rey             |  |

## Segunda fase

### Semifinales
|  | Semifinales           | Semifinales           |    |                       | Final                 | Final |  |
|  |                       |                       |    |                       |                       |       |  |
|  |                       |                       |    |                       |                       |       |  |
|  | Hato Rey, 23 de junio |                       |    |                       |                       |       |  |
|  | República Dominicana  | 77                    |    |                       |                       |       |  |
|  | Panamá                | 62                    |    |                       |                       |       |  |
|  |                       |                       |    |                       |                       |       |  |
|  |                       |                       |    |                       | Hato Rey, 24 de junio |       |  |
|  |                       |                       |    |                       | República Dominicana  | 87    |  |
|  |                       | Puerto Rico           | 75 |                       |                       |       |  |
|  |                       |                       |    |                       |                       |       |  |
|  |                       |                       |    |                       |                       |       |  |
|  |                       |                       |    |                       | Tercer lugar          |       |  |
|  | Hato Rey, 23 de junio | Hato Rey, 23 de junio |    | Hato Rey, 24 de junio | Hato Rey, 24 de junio |       |  |
|  | Puerto Rico           | 103                   |    | Jamaica               | 78                    |       |  |
|  | Jamaica               | 89                    |    |                       | Panamá                | 54    |  |

| 23 de junio, 18:00                   | República Dominicana                 | 79-62                                | Panamá   |  |
| Reporte                              |                                      |                                      |          |  |
| Parciales: 13-20, 15-9, 25-17, 26-16 | Parciales: 13-20, 15-9, 25-17, 26-16 | Parciales: 13-20, 15-9, 25-17, 26-16 | Hato Rey |  |
| Francisco García 23                  | Pts                                  | 19 Josimar Abdiel Ayarza             | Hato Rey |  |
| Al Horford 13                        | Rebs                                 | 7 Josimar Abdiel Ayarza              | Hato Rey |  |
| Gerardo Suero 4                      | Asists                               | 2 Joel Muñoz                         | Hato Rey |  |

| 23 de junio, 20-30                    | Puerto Rico                           | 103-89                                | Jamaica  |  |
| Reporte                               |                                       |                                       |          |  |
| Parciales: 21-22, 30-24, 30-19, 22-24 | Parciales: 21-22, 30-24, 30-19, 22-24 | Parciales: 21-22, 30-24, 30-19, 22-24 | Hato Rey |  |
| David Huertas 17                      | Pts                                   | 19 Akeem Wayne Byron Scott            | Hato Rey |  |
| Daniel Santiago 11                    | Rebs                                  | 9 Patrick Ewing, Jr.                  | Hato Rey |  |
| Andres Rodríguez 9                    | Asists                                | 3 Samardo Samuels                     | Hato Rey |  |

### Partido por el tercer puesto
| 24 de junio, 18:00                    | Panamá                                | 54-78                                 | Jamaica  |  |
| Reporte                               |                                       |                                       |          |  |
| Parciales: 17-25, 13-14, 12-19, 12-20 | Parciales: 17-25, 13-14, 12-19, 12-20 | Parciales: 17-25, 13-14, 12-19, 12-20 | Hato Rey |  |
| Josimar Abdiel Ayarza 15              | Pts                                   | 21 Weyinmi Efejuku Rose               | Hato Rey |  |
| Daniel Frederick King 10              | Rebs                                  | 11 Jerome Adolphus Jordan             | Hato Rey |  |
| Joel Gabriel Muñoz 3                  | Asists                                | 5 Dylan Jonathan Howell               | Hato Rey |  |

### Final
| 24 de junio, 20:30                    | República Dominicana                  | 80-72                                 | Puerto Rico |  |
| Reporte                               |                                       |                                       |             |  |
| Parciales: 14-21, 26-14, 18-19, 22-18 | Parciales: 14-21, 26-14, 18-19, 22-18 | Parciales: 14-21, 26-14, 18-19, 22-18 | Hato Rey    |  |
| Jack Michael Martínez 23              | Pts                                   | 18 José Juan Barea                    | Hato Rey    |  |
| Jack Michael Martínez 11              | Rebs                                  | 8 Ricardo Sanchéz                     | Hato Rey    |  |
| Al Horford 2                          | Asists                                | 6 José Juan Barea                     | Hato Rey    |  |

| Bandera de la República Dominicana |
| Campeón República Dominicana       |
| Tercer título                      |

### Posiciones finales
|                   | Equipo                         | Pts | PG | PP | PF  | PC  | Dif  | Pct   |
| ----------------- | ------------------------------ | --- | -- | -- | --- | --- | ---- | ----- |
| Medalla de oro    | República Dominicana           | 12  | 6  | 0  | 382 | 259 | 123  | 1.000 |
| Medalla de plata  | Puerto Rico                    | 11  | 5  | 1  | 312 | 255 | 57   | 0.833 |
| Medalla de bronce | Jamaica                        | 10  | 4  | 2  | 325 | 288 | 37   | 0.667 |
| 4                 | Panamá                         | 9   | 3  | 3  | 311 | 279 | 32   | 0.500 |
| 5                 | Bahamas                        | 6   | 2  | 2  | 338 | 296 | 42   | 0.500 |
| 6                 | México                         | 6   | 2  | 2  | 305 | 290 | 15   | 0.500 |
| 7                 | Islas Vírgenes Estadounidenses | 5   | 1  | 3  | 296 | 297 | −1   | 0.250 |
| 8                 | Cuba                           | 5   | 1  | 3  | 275 | 317 | −42  | 0.250 |
| 9                 | Costa Rica                     | 4   | 0  | 4  | 238 | 341 | −103 | 0.000 |
| 10                | Nicaragua                      | 4   | 0  | 4  | 236 | 396 | −160 | 0.000 |